# Koneba (woreda)
Koneba est un des 29 woredas de la région Afar.